# José Tadeu Jorge
José Tadeu Jorge é um engenheiro de alimentos e professor brasileiro.

## Biografia
É professor-titular da Faculdade de Engenharia Agrícola - Feagri da Universidade Estadual de Campinas - UNICAMP e secretário municipal de Educação em Campinas. Foi diretor da Feagri, pró-reitor e reitor da UNICAMP.
Graduou-se em Engenharia de Alimentos no ano de 1975 na FEA-UNICAMP, onde também concluiu sua dissertação de mestrado dois anos depois e defendeu tese de doutorado em Ciência de Alimentos no ano de 1981.

## Reitor da UNICAMP (2005-2009)
O mandato de José Tadeu Jorge como reitor da UNICAMP tem sido marcado pelo agravamento de diversos antigos problemas do ensino superior público no Brasil, fato que culminou na ocupação da reitoria e da Diretoria Acadêmcia (DAC) pelos estudantes em junho de 2007. A ocupação da reitoria da Unicamp pelos alunos reivindicava melhores condições na moradia estudantil e protestava contra decretos do governador José Serra na área do ensino superior de São Paulo
Ainda no ano de 2006, sua gestão enfrentou críticas por parte de segmentos expressivos dos movimentos estudantis e dos funcionários, que criticavam as parcerias com empresas privadas feitas pela universidade. Segundo esses grupos, essas parcerias gradualmente afastariam a Unicamp de suas funções como universidade pública. A reitoria afirma que essas parcerias seriam necessárias para aumentar os investimentos e aproximar a universidade da sociedade, contribuindo para o desenvolvimento econômico e social do País As parcerias realizadas com empresas privadas, o desregramento presente no financiamento dos núcleos de pesquisa e a existência de inúmeros funcionários não concursados garantiram a José Tadeu Jorge sua eleição com uma grande margem de votos.
No que tange o funcionarismo público, a UNICAMP ilustra como a autonomia da universidade, que engendrou greves e ocupações em diversas universidades públicas em 2007, pode ter diversos aspectos negativos, nem sempre levados em contas nas greves de 2007. No mesmo ano, por exemplo, o Tribunal de Contas do Estado de São Paulo considerou irregulares inúmeras vagas que foram criadas pela UNICAMP e outras universidades públicas do estado de São Paulo após 2004, através de resoluções assinadas pelos reitores ou chefes de departamentos. Além disso, a UNICAMP permite a permanência de centenas de funcionários não-concursados, contratados através da Fundação de Desenvolvimento da Unicamp, afrontando as leis brasileiras que impedem a permanência de funcionários não-concursados na existência de funcionários concursados a serem nomeados.